# Oxyrhopus erdisii
Oxyrhopus erdisii är en ormart som beskrevs av Barbour 1913. Oxyrhopus erdisii ingår i släktet Oxyrhopus och familjen snokar. Inga underarter finns listade i Catalogue of Life.
Arten förekommer i Peru. Den första individen hittades nära Machu Picchu. Honor lägger ägg.